# Omar de Jesús Restrepo
Omar de Jesús Restrepo Correa (Antioquia, 1965), también conocido como "Olmedo Ruíz", es un político y exguerrillero colombiano.
Fue comandante del Frente 57 de las FARC-EP, fue amnistiado con el Tratado de Paz firmado con el Estado colombiano en 2016 y pasó a ser miembro del recién conformado partido político Fuerza Alternativa Revolucionaria del Común más tarde conocido como Comúnes en representación del cual fue congresista por el departamento de Antioquia en la Cámara de Representantes 2018-2022 y senador para el período 2022-2026.

## Biografía
Nació en Antioquia, vivía en la vereda Coralitos de Puerto Berrío (Antioquia) con su familia, ingresó a las FARC-EP en el año 1981 luego que se conformaran grupos paramilitares como el MAS que obligaron a varias personas a desplazarse de la región, Omar Restrepo con 16 años decide en lugar de desplazarse ingresar al 4° Frente de las FARC-EP, donde adquiere el nombre de "Olmedo Ruíz", bajo el mando de "Fernando Marquetaliano", uno de los fundadores de esa fuerza insurgente.
El 6 de marzo de 1993 es capturado junto a otros insurgentes en un restaurante de Medellín
En las FARC-EP llega a ser el segundo al mando del Frente 36 que operaba en el bajo Cauca antioqueño,  fue integrante de la delegación de las FARC-EP en La Habana, durante los diálogos de paz de La Habana, en el año 2015, mientras desarrollaba tareas dentro del plan piloto de desminado en la vereda El Orejón, municipio de Briceño (Antioquia) es ascendido a comandante del Frente 57 ante la muerte en combate de Gilberto Torres Muñetón "Becerro", comandante de esa unidad.
El 31 de enero de 2017, 150 combatientes del Frente 57, bajo el mando de Olmedo Ruíz, inician su marcha por Bojayá y el río Atrato hacia el municipio de Riosucio (Chocó), hasta llegar a las 10 hectáreas que se dispusieron para su llegada y alojamiento; allí Olmedo y el resto del 57 dejaron las armas.
“Yo tengo 36 años de militancia revolucionaria, entré en 1981, estuve en los diálogos de La Habana por dos años, estuve como responsable del piloto de desminado humanitario en el Orejón, he estado en el Chocó, en Bolívar, Urabá, Magdalena Medio y Nudo de Paramillo”
Luego de la dejación de armas Olmedo quedó encargado del Espacio Territorial de Capacitación y Reincorporación "Silver Vidal Mora", ubicado entre Carmen del Darién y Riosucio (Chocó), en el que están 150 excombatientes. Entre sus labores está fomentar la creación de proyectos productivos de alimentos y ecoturismo.